# Ninja-dera
Le Myōryū-ji, communément connu sous le nom de Ninja Dera, est un temple bouddhique situé dans la ville de Kanazawa (préfecture d'Ishikawa) au Japon.

## Historique
À l'origine construit près du jardin Kenroku-en de Kanazawa et appelé temple de Myōryū-ji, ce bâtiment fut construit en 1585 par Maeda Toshiie, premier seigneur de la province de Kaga, afin que celui-ci puisse prier dans le calme et la sérénité. Mais Maeda Toshitsune, troisième seigneur de Kaga, a déplacé le temple pour éviter de centraliser la présence en un seul et même lieu, mais aussi pour surveiller les ennemis.
D'aspect extérieur assez simple et ramassé sur lui-même, ce bâtiment semble n'avoir qu'un étage et une dizaine de pièces. La réalité est toute autre, car il faut compter pas moins de 29 escaliers et 23 pièces répartis sur trois étages en demi-niveaux. Aussi, dans ce seul bâtiment pouvaient être présents une quarantaine de soldats. 
La répartition des pièces constitue un véritable labyrinthe destiné à faire perdre toute notion d'orientation planimétrique et altimétrique. On y retrouve diverses caches et passages secrets pour samouraïs aménagées derrière du papier de riz, des escaliers dissimulés dans les hauteurs de plafond et de sol différentes, des escaliers-pièges pour tirer à l'arc ou sectionner des pieds, etc. Il s'agit d'un concentré des pièges les plus retors dont chaque centimètre carré du bâtiment est abondamment pourvu. 
Parmi les aménagements les plus remarquables, il faut citer un pont séparant des parties du bâtiment et qui semble un raccourci évident pour accéder à la chambre du maître, mais qui s'effondre si plus d'une personne l'emprunte. Des panneaux coulissants mènent à un escalier montant ou descendant selon qu'on les ouvre vers la droite ou vers la gauche. Enfin, au cœur du bâtiment, un puits qui alimente les légendes et qui conduirait vers le château de Kanazawa via des tunnels.